# Mirko Testa
Mirko Testa (Seriate, 28 maggio 1997) è un paraciclista italiano, vincitore di un argento e un bronzo paralimpici.

## Carriera
Originario del bergamasco, Mirko Testa si avvicinò allo sport praticando judo e motocross. Proprio mentre svolgeva una prova di motocross nel 2018, restò coinvolto in un incidente che gli causò una lesione midollare a seguito della quale perse l'uso delle gambe.
Un mese e mezzo dopo l'uscita dall'ospedale, Testa gareggiò per la prima volta nell'handbike e un anno dopo vinse il Giro d'Italia. Fu maglia rosa nel 2021 e nel 2022, anno in cui vinse la medaglia di bronzo nella prova a cronometro alla sua prima partecipazione ad un campionato del mondo. Nella stessa rassegna, fu quarto classificato nella prova in linea.
Nel 2022 e nel 2023 vinse due bronzi ai campionati europei nella prova in linea. Sempre nel 2023, vinse la medaglia d'oro ai mondiali di Glasgow.
Nel 2024 si qualificò per le Paralimpiadi di Parigi, dove si aggiudicò la medaglia di bronzo nella prova in linea della categoria H3 e la medaglia d'argento nella staffetta a squadre insieme a Luca Mazzone e Federico Mestroni.
Mirko Testa gareggia per il Gruppo Sportivo Fiamme Oro.

## Palmarès
- Giochi paralimpici

Parigi 2024 - In linea H3:  Bronzo
Parigi 2024 - Staffetta mista H1-5:  Argento
- Mondiali

Baie Comeau 2022 - Crono H3:  Bronzo
Glasgow 2023 - In linea H3:  Oro
- Europei

Upper 2022 - In linea H3:  Bronzo
Rotterdam 2023 - In linea H3:  Bronzo